# François Englert

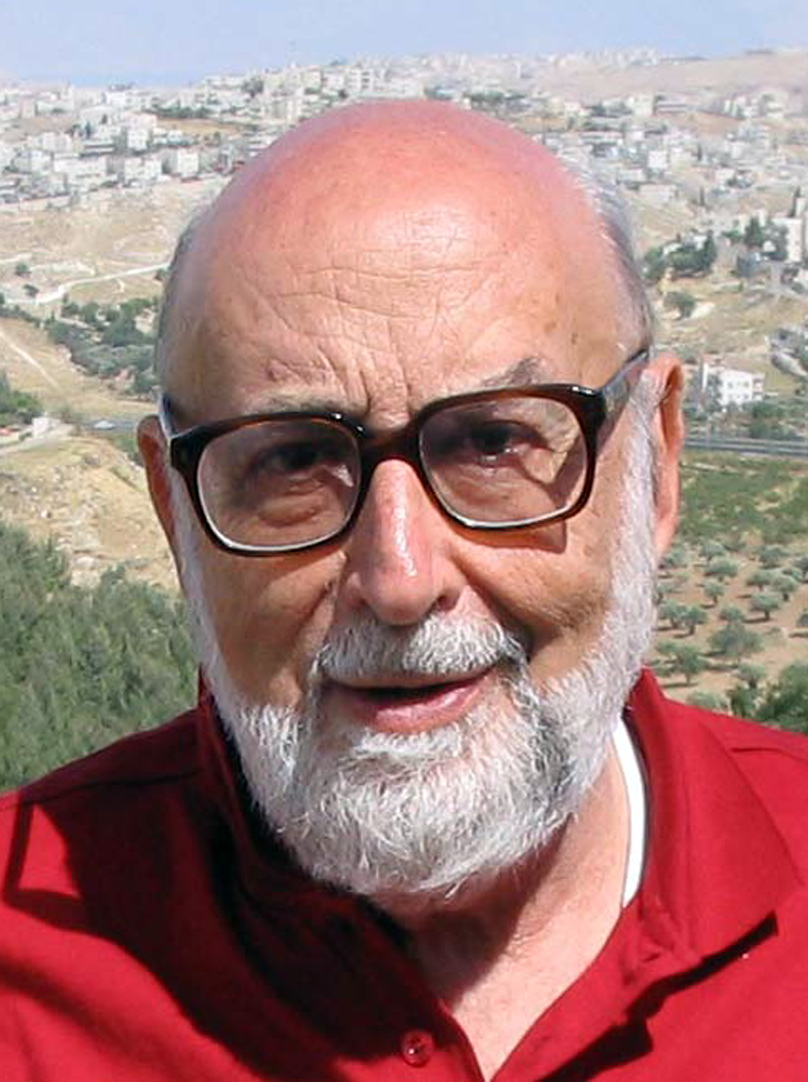
François Englert

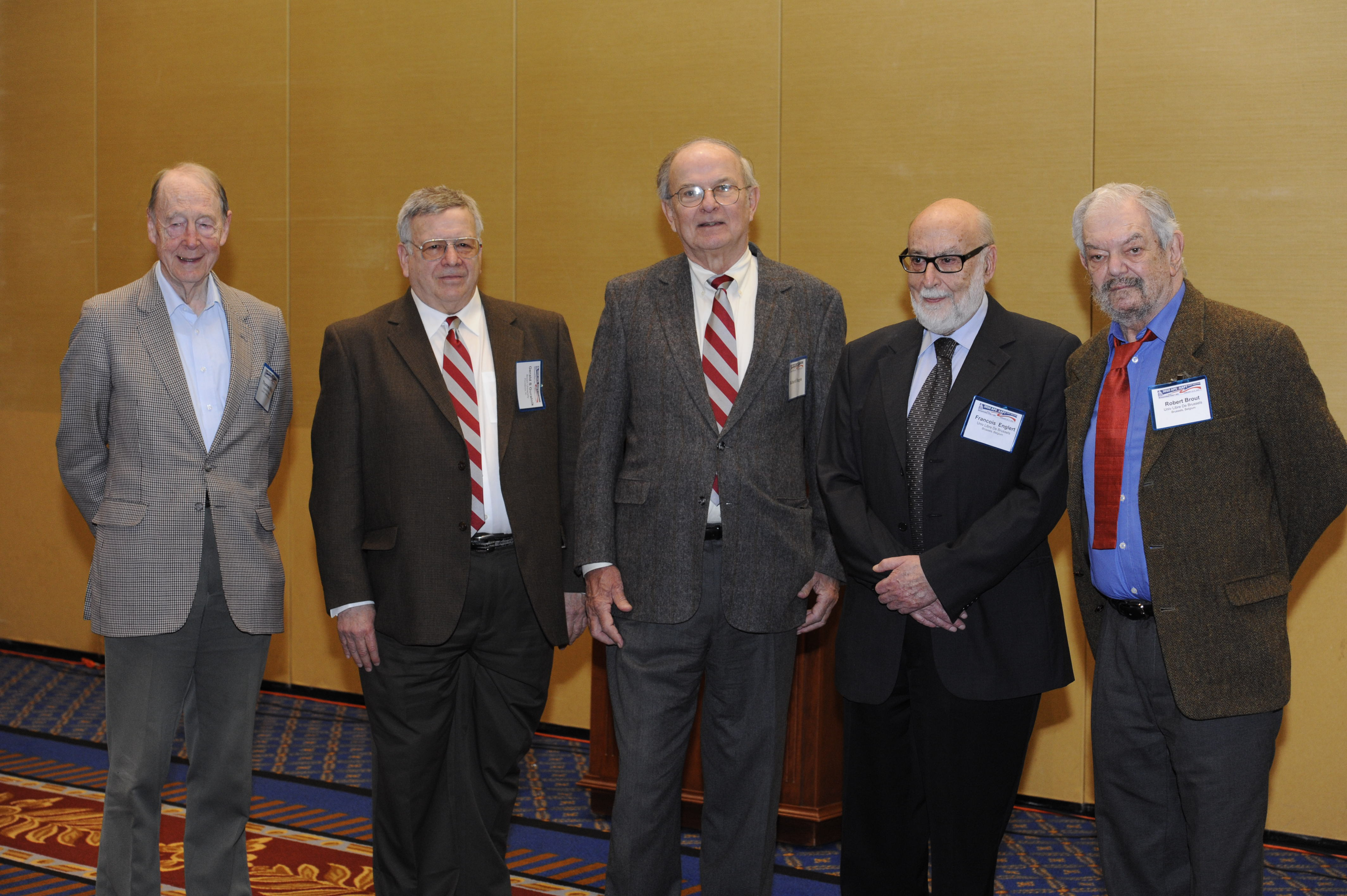
Kibble, Guralnik, Hagen, Englert und Brout bei der Verleihung des Sakurai-Preises 2010

Baron François Englert (* 6. November 1932 in Etterbeek, Belgien) ist ein belgischer theoretischer Physiker und Hochschullehrer. Am 8. Oktober 2013 wurde ihm gemeinsam mit Peter Higgs der Nobelpreis für Physik zuerkannt.

## Jugend
François Englert stammt aus einer jüdischen Familie und ist Überlebender des Holocaust; er war während des Zweiten Weltkriegs ein so genanntes „verstecktes Kind“.

## Berufsleben
Englert machte 1955 sein Diplom als Ingenieur für Maschinenbau und Elektrotechnik an der Université Libre de Bruxelles (ULB) und promovierte dort 1959 in Physik. Danach war er bis 1961 an der Cornell University bei Robert Brout, zuletzt als Assistenzprofessor. Er kehrte nach Brüssel zurück, wo er Professor wurde. Auch Robert Brout stieß dort als Professor zu ihm. Gemeinsam leiteten sie ab 1980 die Abteilung Theoretische Physik. 1998 wurde er emeritiert.
Unabhängig von Peter Higgs (und Carl R. Hagen, Gerald Guralnik und T. W. B. Kibble) entdeckte er mit Brout 1964 den nach jenem benannten Higgs-Mechanismus einer Massenerzeugung für Eichfelder durch Symmetriebrechung in Analogie zur Festkörperphysik (Englert und Brout: Broken Symmetry and the Mass of Gauge Vector Mesons. In: Physical Review Letters. Band 13, 1964, S. 321–323.) durch ein skalares Feld (Higgs-Feld). Dieser Mechanismus wird im Standardmodell der Elementarteilchen heute für die Massen der fundamentalen Teilchen verantwortlich gemacht. Sie vermuteten, dass die Eichtheorie mit Symmetriebrechung renormierbar bliebe. Dies wurde Anfang der 1970er Jahre durch Gerardus ’t Hooft und Martinus Veltman bewiesen, welche dafür 1999 den Nobelpreis für Physik erhielten.
Er arbeitete auch über statistische Mechanik, Kosmologie, Stringtheorie und Gravitationstheorie. 1978 erhielt er mit Brout und Gunzig für The Causal Universe den 1. Preis im International Gravity Contest der Gravity Research Foundation.
1997 erhielt er den High Energy and Particle Physics Prize der European Physical Society mit Robert Brout und Peter Higgs und 2004 den Wolf-Preis mit Brout und Higgs. 1982 erhielt er den Francqui-Preis. 2010 wurde er mit den anderen Entdeckern des Higgs-Mechanismus mit dem Sakurai-Preis geehrt. 2012 wurde er als assoziiertes Mitglied in die Académie royale des Sciences, des Lettres et des Beaux-Arts de Belgique aufgenommen. 2013 wurden Englert, Peter Higgs und das CERN mit dem Prinz-von-Asturien-Preis ausgezeichnet. Schließlich wurde Englert am 8. Juli 2013 von Albert II. mit dem Titel eines Barons in den belgischen Adelsstand erhoben. Darüber hinaus zählte Thomson Reuters Englert im Jahr 2013 aufgrund der Zahl seiner Zitationen zu den Favoriten auf einen Nobelpreis (Thomson Reuters Citation Laureates), den er zusammen mit Peter Higgs schließlich auch zuerkannt bekam.